# Választások 2007-ben
További választási listákat lásd: 2004 • 2005 • 2006 • 2008
Ez az oldal a 2007-ben lebonyolított és tervezett elnök- és országgyűlési választásokat, illetve egyéb, politikai jellegű népszavazásokat sorolja fel a világ minden országában, teljességre törekedve.

## Január
- január 19.: Kongói Demokratikus Köztársaság, szenátusi
- január 21.: Szerbia, országgyűlési
- január 21.: Mauritánia, szenátusi, első forduló
- január 25.: Gambia, országgyűlési
- január 27.: Kongói Demokratikus Köztársaság, kormányzói, első forduló

## Február
- február 4.: Mauritánia, szenátusi, második forduló
- február 9.: Turks- és Caicos-szigetek, országgyűlési
- február 11.: Türkmenisztán, elnöki
- február 11.: Portugália, népszavazás a művi terhességmegszakításról
- február 15.: Kongói Demokratikus Köztársaság, kormányzói, második forduló
- február 17.: Lesotho, parlamenti
- február 25.: Szenegál, elnöki

## Március
- március 4.: Észtország, országgyűlési
- március 4.: Abházia, országgyűlési, első forduló
- március 6.: Mikronézia, országgyűlési
- március 11.: Mauritánia, elnöki
- március 18.: Abházia, országgyűlési, második forduló
- március 18.: Finnország, országgyűlési
- március 25.: Hongkong, főtanácsosi
- március 25.: Mauritánia, elnöki, második forduló
- március 26.: Egyiptom, népszavazás az Alkotmányról
- március 31.: Benin, országgyűlési

## Április
- április 1.: Wallis és Futuna, területi gyűlési
- április 4.: Madagaszkár, népszavazás az Alkotmányról
- április 9.: Kelet-Timor, elnöki
- április 15.: Ecuador, népszavazás az Alkotmányozó Nemzetgyűlésről
- április 21.: Nigéria, elnöki és országgyűlési
- április 22.: Franciaország, elnöki, első forduló
- április 22.: Szíria, országgyűlési
- április 27.: Törökország, elnöki, első forduló
- április 29.: Mali, elnöki

## Május
- május 2.: Bahama-szigetek, országgyűlési
- május 6.: Törökország, elnöki, második forduló
- május 6.: Franciaország, elnöki, második forduló
- május 6.: Burkina Faso, nemzetgyűlési
- május 9.: Kelet-Timor, elnöki, második forduló
- május 10–12.: Seychelle-szigetek, országgyűlési
- május 11.: Mikronézia, elnöki
- május 12.: Örményország, parlamenti
- május 12.: Izland, parlamenti
- május 12.: Fülöp-szigetek, törvényhozási és önkormányzati
- május 13.: Bréma Szabad Hanza-város, tartományi parlamenti
- május 17.: Algéria, országgyűlési
- május 19.: Románia, népszavazás az államelnök esetleges vád alá helyezéséről
- május 20.: Vietnám, parlamenti
- május 20.: Európai Unió, európai parlamenti (Bulgária)
- május 24.: Írország, országgyűlési
- május 27.: Szíria, elnöki
- május 31.: Lettország, elnöki

## Június
- június 3.: Szenegál, parlamenti
- június 10.: Belgium, országgyűlési
- június 10.: Franciaország, törvényhozási, első forduló
- június 11.: Egyiptom, Sura tanácsi
- június 12.: Amerikai Virgin-szigetek, alkotmányozó testületi
- június 13.: Izrael, elnöki
- június 16.: Szamoa, elnöki
- június 17.: Franciaország, törvényhozási, második forduló
- június 20.: Albánia, elnöki, első forduló
- június 24.: Kongói Köztársaság, országgyűlési, első forduló
- június 27.: Albánia, elnöki, második forduló
- június 30.: Kelet-Timor, parlamenti
- június 30–július 10.: Pápua Új-Guinea, parlamenti

## Július
- július 1.: Mali, parlamenti, első forduló
- július 1.: Saint-Barthélemy, területi tanácsi
- július 1.: Saint-Martin, területi tanácsi, első forduló
- július 7.: Lettország, népszavazás a nemzetbiztonsági törvényekről
- július 8.: Saint-Martin, területi tanácsi, második forduló
- július 8.: Albánia, elnöki, második forduló
- július 11.: Albánia, elnöki, harmadik forduló
- július 14.: Albánia, elnöki, negyedik forduló
- július 19.: India, elnöki
- július 19.: Hegyi-Karabah, elnöki
- július 20.: Albánia, elnöki, ötödik forduló
- július 22.: Kamerun, parlamenti
- július 22.: Törökország, parlamenti
- július 22.: Mali, parlamenti, második forduló
- július 24.: Vietnám, elnöki
- július 29.: Japán, Tanácsosok Háza

## Augusztus
- augusztus 5.: Kongói Köztársaság, országgyűlési, második forduló
- augusztus 11.: Sierra Leone, elnöki és országgyűlési
- augusztus 18.: Kazahsztán, parlamenti
- augusztus 18.: Maldív-szigetek, népszavazás az Alkotmányról
- augusztus 19.: Thaiföld, népszavazás az új Alkotmányról
- augusztus 20.: Brit Virgin-szigetek, törvényhozási
- augusztus 20.: Törökország, elnöki, harmadik forduló
- augusztus 22.: Kiribati, parlamenti, első forduló
- augusztus 24.: Törökország, elnöki, negyedik forduló
- augusztus 25.: Nauru, parlamenti
- augusztus 28.: Nauru, elnöki
- augusztus 28.: Törökország, elnöki, ötödik forduló
- augusztus 30.: Kiribati, parlamenti, második forduló

## Szeptember
- szeptember 3.: Jamaica, országgyűlési
- szeptember 7.: Marokkó, parlamenti
- szeptember 9.: Guatemala, elnöki (első forduló) és parlamenti
- szeptember 16.: Görögország, országgyűlési
- szeptember 23.: Madagaszkár, parlamenti
- szeptember 30.: Ecuador, alkotmányozó nemzetgyűlési
- szeptember 30.: Ukrajna, országgyűlési

## Október
- október 6.: Pakisztán, elnöki
- október 7.: Costa Rica, népszavazás a Costa Rica-Közép-amerikai Szabadkereskedelmi Megállapodásról
- október 9.: Etiópia, elnöki
- október 11.: Gibraltár, parlamenti
- október 14.: Togo, parlamenti
- október 14.: Hamburg, népszavazás a tartományi alkotmány reformjáról, a népszavazási kezdeményezések megkönnyítéséről
- október 16.: Egyesült Nemzetek Szervezete Biztonsági Tanácsa
- október 17.: Kiribati, elnöki
- október 20.: Tokelau-szigetek, népszavazás az önrendelkezésről, első forduló
- október 21.: Svájc, szövetségi parlamenti
- október 21.: Åland, törvényhozási
- október 21.: Szlovénia, elnöki
- október 21.: Törökország, népszavazás az Alkotmányról
- október 21.: Lengyelország, országgyűlési
- október 21.: Kirgizisztán, népszavazás az Alkotmányról
- október 21–24.: Tokelau-szigetek, népszavazás az önrendelkezésről, második forduló
- október 27.: Omán, parlamenti
- október 28.: Argentína, elnöki, országgyűlési

## November
- november: Nauru, népszavazás az Alkotmányról
- november 4.: Guatemala, elnöki, második forduló
- november 5.: Trinidad és Tobago, parlamenti
- november 6.: Északi-Mariana-szigetek, törvényhozási
- november 11.: Szlovénia, elnöki, második forduló
- november 13.: Dánia, országgyűlési
- november 17.: Oroszország, parlamenti
- november 17.: Koszovó, parlamenti
- november 19.: Marshall-szigetek, törvényhozási
- november 20.: Jordánia, országgyűlési
- november 24.: Ausztrália, szövetségi parlamenti
- november 25.: Horvátország, országgyűlési
- november 25.: Európai Unió, európai parlamenti (Romániában)
- november 25.: Románia, népszavazás a választási rendszerről

## December
- december 2.: Oroszország, parlamenti
- december 2.: Venezuela, népszavazás az Alkotmány megváltoztatásáról
- december 9.: Türkmenisztán, Népi Tanácskozó Testület
- december 12.: Svájc, szövetségi tanácsi
- december 16.: Kirgizisztán, országgyűlési
- december 18.: Bermuda, parlamenti
- december 19.: Dél-Korea, elnöki
- december 23.: Thaiföld, parlamenti
- december 23.: Üzbegisztán, elnöki
- december 24.: Pitcairn-szigetek, általános
- december 27.: Kenya, elnöki és parlamenti
- december 31.: Bhután, nemzeti tanácsi

## Külső hivatkozások
- Nemzeti parlamentek PARLINE adatbázisa. Országgyűlési választások eredményei 1966 óta
- ElectionGuide.org – Országos-szintű választások világkódexe
- parties-and-elections.de: Európai választások adatbázisa 1945-től
- ACE Electoral Knowledge Network – electoral encyclopedia and related resources from a consortium of electoral agencies and organizations
- Angus Reid Consultants: Election Tracker
- IDEA's Table of Electoral Systems Worldwide
- European Election Law Association (Eurela)